# اویغور (آماسیه)
اویغور (به ترکی استانبولی: Uygur) یک منطقهٔ مسکونی در ترکیه است که در آماسیه واقع شده‌است.